# 孩子 (電影)
《孩子》（法語：L'Enfant）是2005年由比利時導演尚-皮耶·達頓與盧·達頓執導的電影，獲得第58屆坎城電影節最高榮譽金棕櫚獎，這也使達頓兄弟成為影史上第六組獲得兩次金棕櫚獎的電影導演。

## 劇情
對於年僅二十歲的布魯諾來說，生活是如此漫不經心的輕易，他在街頭四處閒晃，恣意搶劫又隨意揮霍，甚至把女友索妮雅剛生下來的嬰兒偷偷賣給黑販嬰集團，索妮雅發現後氣炸又崩潰，布魯諾只好千方百計想要從販嬰集團中要回小孩。

## 外部連結
- 互联网电影数据库（IMDb）上《孩子》的资料（英文）
- 豆瓣电影上《孩子》的資料 （简体中文）
- AllMovie上《孩子》的资料（英文）
- 爛番茄上《孩子》的資料（英文）